# Авила, Алехандро
Алехандро Авила (исп. Alejandro Aranda Avila) (9 февраля 1964, Гвадалахара, Халиско, Мексика) — известный мексиканский актёр и певец.

## Биография
Родился 9 февраля 1964 года в Гвадалахаре (в некоторых других источниках указано, что он родился в Саламанке). В мексиканском кинематографе дебютировал в 1990 году и с тех пор снялся в 50 работах в кино и телесериалах. Телесериалы Узы любви, Марисоль, Росалинда, Цыганская любовь, Любовь без грима, Благородные мошенники, Женщины-убийцы, Роза Гваделупе, Дикое сердце и Как говорится оказались наиболее популярными с участием актёра и певца. Был трижды номинирован на премию TVyNovelas, однако все три попытки увенчались проигрышем.

## Фильмография
1. 
Мое очаровательное проклятье (сериал, 2017 — …)
Mi adorable maldición … Camilo Espinosa
2. 
Вино любви (сериал, 2016 — …)
Vino el amor … Marcos
3. 
Сердце, которое лжет (сериал, 2016)
Corazón que miente … Rogelio
4. 
Пусть Бог тебя простит (сериал, 2015)
Que te perdone Dios … Lucio
5. 
То, что жизнь у меня украла (сериал, 2013—2014)
Lo que la vida me robó … Víctor
6. 
Потому что любовь решает всё (сериал, 2012—2013)
Porque el amor manda … Fernando Rivadeneira
7. 
Корона слёз (сериал, 2012—2013)
Corona de lágrimas … Baldomero
8. 
Бездна страсти (сериал, 2012)
Abismo de pasión … Doctor Manrique
9. 
Та, что не может любить (сериал, 2011—2012)
La que no podía amar … Ernesto
10. 
Команда (сериал, 2011)
El Equipo … Carrasco
11. 
Не с тобой, не без тебя (сериал, 2011)
Ni contigo ni sin ti … Alex
12. 
Как говорится (сериал, 2011 — …)
Como dice el dicho
13. 
Тереза (сериал, 2010 — …)
Teresa … Cutberto González
14. 
Помешанные на любви (сериал, 2009 — …)
Locas de amor
15. 
Дикое сердце (сериал, 2009 — …)
Corazón salvaje … Dr. Pablo Miranda
16. 
XY. La revista (сериал, 2009—2012)
… Fernando Arístides
17. 
Роза Гваделупе (сериал, 2008 — …)
La rosa de Guadalupe … Luis
18. 
Клянусь, что люблю тебя (сериал, 2008 — …)
Juro que te amo … Mariano Lazcano
19. 
Женщины-убийцы (сериал, 2008 — …)
Mujeres asesinas … Antonio
20. 
Благородные мошенники (сериал, 2008 — …)
Los simuladores … Marcelo
21. 
В последний момент (сериал, 2007 — …)
Tiempo final … Daniel
22. 
Гроза в раю (сериал, 2007)
Tormenta en el paraíso
23. 
Страсть (сериал, 2007)
Pasión … Juancho
24. 
Любовь без грима (сериал, 2007)
Amor sin maquillaje
25. 
Битва страстей (сериал, 2006)
Duelo de pasiones … Orlando Villaseñor
26. 
Любовь без границы (сериал, 2006—2007)
Amar sin límites … Mario López
27. 
У любви нет цены (сериал, 2005)
El Amor No Tiene Precio … Dr. Arnaldo Herrera
28. 
Соседи (сериал, 2005 — …)
Vecinos … Federico
29. 
Поздняя любовь (сериал, 2004 — …)
Piel de otoño … Bruno Dordelli
30. 
Немного блошек (сериал, 2003)
De pocas, pocas pulgas … Lorenzo Valverde
31. 
Другая (сериал, 2002)
La otra … Román Guillen
32. 
Подруги и соперницы (сериал, 2001)
Amigas y rivales … Sebastián
33. 
Цена твоей любви (сериал, 2000—2001)
El precio de tu amor … Fabián San Miguel
34. 
Ад в Раю (сериал, 1999)
Infierno en el Paraíso … Felipe
35. 
Цыганская любовь (сериал, 1999)
Amor gitano
36. 
Росалинда (сериал, 1999)
Rosalinda … Gerardo Navarette
37.
В пылу злости (сериал, 1998)
Rencor apasionado … Alejandro
38. 
Эсмеральда (сериал, 1997)
Esmeralda … Diseñador
39. 
Тень другого (сериал, 1996)
La sombra del otro … Benito, (1996)
40. 
Виновность (сериал, 1996)
La culpa … Judicial
41. 
Ты и я (сериал, 1996)
Tu y yo … Tomás Santillana (joven) (1996)
42. 
Марисоль (сериал, 1996)
Marisol … Castello
43. 
Самая большая премия (сериал, 1995)
El premio mayor
44. 
Узы любви (сериал, 1995 — …)
Lazos de amor
45. 
La rata (1991)
46. 
La verdadera historia de Barman y Droguin (1991)
… Periodista
47. 
La ley de la mafia (1990)
… Hampón #3
48. 
El estrangulador de la rosa (1990)
… Padrote 2
49. 
Женщина, случаи из реальной жизни (сериал, 1985 — …)
Mujer, casos de la vida real … Entrenador

### Камео
50. 
Большой Брат VIP: Мексика (сериал, 2002—2005)
Big Brother VIP: México